# Naarda
Naarda là một chi bướm đêm gồm 31 loài, trong họ Erebidae.

## Hình ảnh

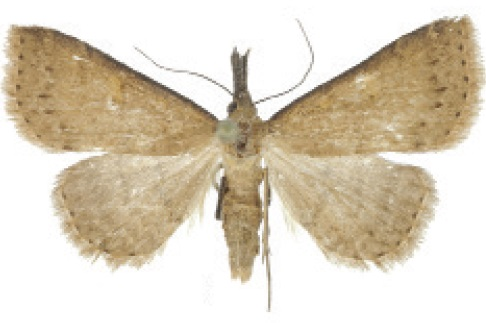
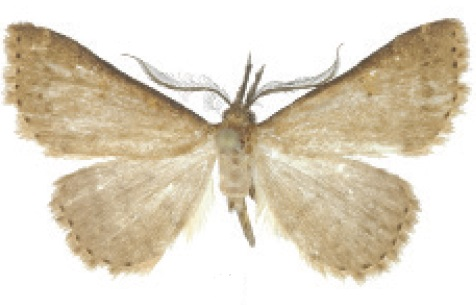
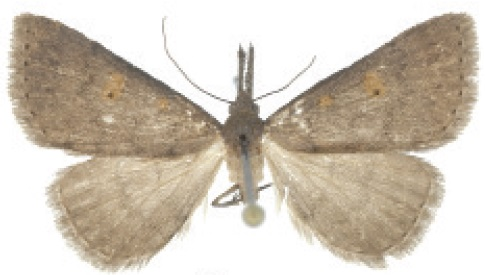
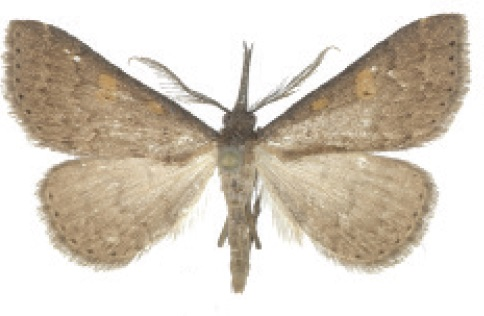

## Các loài
| - Naarda abnormalis - Naarda albopunctalis - Naarda ascensalis - Naarda atrirena - Naarda bisignata - Naarda blepharota - Naarda calliceros - Naarda clitodes - Naarda coelopis - Naarda flavisignata - Naarda fuliginaria | - Naarda fuscicosta - Naarda glauculalis - Naarda ineffectalis - Naarda ivelona - Naarda jucundalis - Naarda laufellalis - Naarda leptotypa - Naarda leucopis - Naarda molybdota - Naarda nodariodes | - Naarda notata - Naarda ochreistigma - Naarda ochronota - Naarda plenirena - Naarda postpallida - Naarda symethusalis - Naarda tandoana - Naarda umbria - Naarda unipunctata - Naarda xanthonephra |